# Goldbeck (virksomhed)
Goldbeck GmbH er en tysk bygge- og anlægsvirksomhed med hovedkvarter i Bielefeld, Nordrhein-Westfalen. De har væsentlige aktiver i Tyskland, Polen og Tjekkiet.
Virksomheden blev grundlagt 1. september 1969 af Ortwin Goldbeck i Bielefeld-Ummeln som en stålbyggekoncern.